# 各務原パークウェイ
各務原パークウェイ（かかみがはらパークウェイ）は、岐阜県各務原市東部の各務原アルプス南麓を通る山道（市道）である。
県営各務原公園へのアクセス道路である。また、周辺は古くから神社・仏閣が多く、これらの寺社へのアクセス道路でもある。

## 概要

### 道路の特徴
- 全長：5.1km
- 通行料金：無料

### 過去の通行規制
各務原市鵜沼1丁目 - 各務原市各務（各務原公園）の1.9kmは、終日通行可能であるが、土日祝日は終日二輪車は通行禁止。
各務原市各務（各務原公園） - 各務原市各務東町の3.2kmは、自動車は20:00 - 翌日6:00が通行禁止。二輪車は終日通行禁止。

## 登り口

### 東口（鵜沼1丁目）
国道21号「鵜沼西町」交差点を北上、新池付近が各務原パークウェイの入口になる。また、国道21号坂祝バイパスの部分開通により、坂祝バイパス鵜沼北インターチェンジからも進入が可能である。
入口より約500mは桜並木となっている。

### 西口（各務東町）
国道21号「おがせ町」交差点から岐阜県道205号長森各務原線（おがせ街道）を北上、苧ヶ瀬池付近が各務原パークウェイの入口になる。

## 沿道
- 各務野自然遺産の森
- 県営各務原公園
- 大安寺
- 法福寺
- 日之出不動
- 山中不動
- 迫間不動[4]
- 車折神社

## その他
一部は東海自然歩道となっている。